# Masacre de Jóyali
Con el nombre de masacre de Jóyali se conoce a la muerte de cientos de azeríes en la ciudad de Jóyali en Azerbaiyán el 25 y 26 de febrero de 1992 durante la Primera guerra de Nagorno Karabaj.
Según la versión del bando azerbaiyano y de observadores internacionales como Human Rights Watch y Memorial la masacre la cometieron las fuerzas armadas armenias, con ayuda del 366.ª Regimiento de Fusileros Motorizados del ejército ruso, actuando aparentemente sin órdenes de su comando. Las bajas informadas por las autoridades azeríes contabilizaron 613 civiles muertos, incluyendo 108 mujeres y 83 niños. La matanza pasó a ser la mayor en el curso del conflicto de Nagorno Karabaj. mientras que el bando armenio menciona que el gobierno de Azerbaiyán expuso deliberadamente a sus civiles y los usó como carne de cañón.
La renovación de la Plaza Tlaxcoaque en Ciudad de México incluyó la colocación de un monumento con estampa femenina de Victoria y la Paz con la palabra «Jodyali».

## Contexto
En 1988 la ciudad tenía aproximadamente 2000 habitantes. Debido a la guerra, y a los intercambios de población entre Armenia y Azerbaiyán, así como los refugiados meskh que abandonaban Asia central y se asentaban en el lugar, la población alcanzó las 6000 personas para 1991. 
La ciudad de Jóyali se ubica sobre la ruta que conecta Khankendi y Agdam, y tiene el único aeropuerto de la región. De acuerdo con los informes de Human Rights Watch, la ciudad fue utilizada como base para las fuerzas azeríes que atacaban la ciudad de Stepanakert, las que a su vez fueron atacadas por los armenios.
Durante la guerra de Nagorno Karabaj tanto armenios como azeríes fueron objeto de limpiezas étnicas y pogromos, lo que produjo numerosas víctimas y el desplazamiento de grandes grupos de personas.
En octubre de 1991 las Fuerzas de Defensa de Nagorno Karabaj cortaron la ruta entre Jóyali y Agdam, con lo que la única forma de llegar a la ciudad era en helicóptero. La ciudad fue defendida por fuerzas de la OMON bajo el comando de Alif Hajiev, quien contaba con unos 160 hombres ligeramente armados. La ciudad carecía desde varios meses antes del ataque de electricidad o gas.

## La masacre

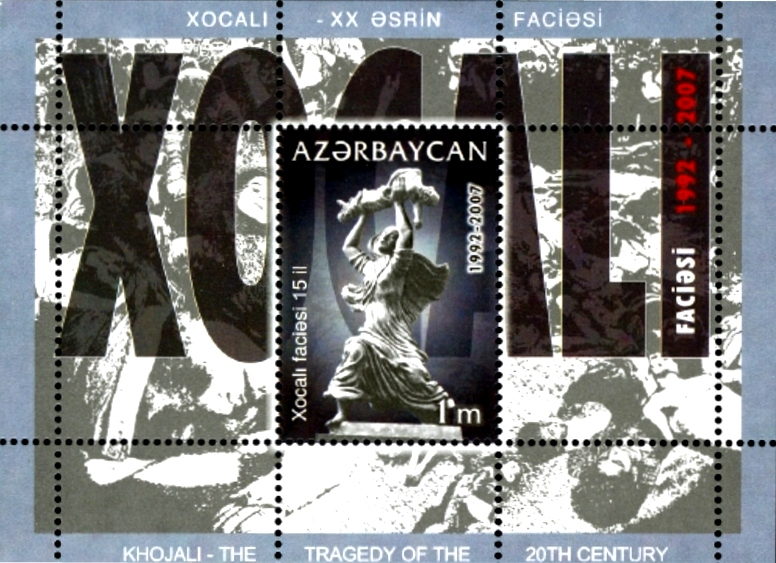
Estampado de Azerbaiyán

Según Human Rights Watch la tragedia ocurrió cuando «una gran columna de residentes, acompañada de una docena de combatientes en retirada, abandonó la ciudad al caer las fuerzas armenias. Al acercarse a la frontera con Azerbaiyán, se encontraron con un puesto militar de Armenia que les disparó cruelmente».
El bando armenio sostiene que las muertes ocurrieron como resultado de operaciones militares de guerra, y se produjeron en parte al prevenir la evacuación de los habitantes de la ciudad por fuerzas azeríes. Oficiales del gobierno armenio aseguran que el número de víctimas tan elevado se debió al hecho de que los civiles de Jóyali se mezclaron con las tropas azeríes en retirada, y cuando las fuerzas armenias hicieron fuego, mataron a soldados y civiles por igual.
Helsinki Watch por su parte, concluyó que «la milicia, todavía en uniforme y algunos todavía armados, se mezclaron con las masas de civiles».
Sin embargo Human Rights Watch y Memorial encontraron estas explicaciones poco convincentes, sosteniendo que el asesinato masivo de civiles no puede justificarse en ninguna circunstancia. Human Rights Watch destacó que el bando atacante (las fuerzas armenias) se encontraban obligadas a tomar medidas de precaución para evitar o minimizar las víctimas civiles. En especial, el bando atacante debió suspender el fuego si resultaba evidente que causaría daños colaterales excesivos en relación con la ventaja militar a obtener.

## Reconocimiento como genocidio
En la actualidad, estos acontecimientos se utilizan en la campaña internacional y los marcos político-ideológica de estado azerbaiyano,el principal objetivo del que es la prueba de la tesis sobre el genocidio de muchos siglos realizado al pueblo azerbaiyano.
El 26 de febrero de 2007, la Asamblea Nacional de la República de Azerbaiyán  aprobó  la solicitud por unanimidad a las organizaciones internacionales, a los parlamentos y a los gobiernos de los países a reconocer la tragedia de Khocalí como acto de genocidio contra el pueblo de Azerbaiyán.
En 2012, el comité de relaciones internacionales de la cámara alta del parlamento de Pakistán, que incluye a representantes de todos los 12 de los partidos políticos representados en el senado, aprobó por unanimidad una resolución que reconoce la masacre de Jóyali como el genocidio. 
En 2015, el Congreso de Guatemala reconoció la masacre de Jóyali como el genocidio. 

### Monumento en México
El 22 de agosto de 2012 después de la renovación a costa de Azerbaiyán la Plaza Tlaxcoaque en el centro de México (capital de México) fue nombrada Plaza Tlaxcoaque «Jodyali». La renovación incluyó la colocación de un monumento de 3,60 metros de altura con estampa femenina de Victoria y la Paz. El monumento estaba dedicada a las víctimas de la Masacre de Jodyali y representaba a una mujer en luto por la muerte de sus hijos. La palabra «Jodyali» está escrito en el pedestal y abajo los eventos están calificados como «genocidio». El vice primer ministro de Azerbaiyán, Ali Hasanov, el embajador de Azerbaiyán en México, Ilgar Mujtarov, jefe de Gobierno de la Ciudad de México, Marcelo Ebrard, senadores y diputados mexicanos asistieron la inauguración del monumento. En el Paseo de la Reforma fue colocada la estatua a Heydar Aliyev, quien se caracteriza como «un gran político» y «fundador de República Democrática de Azerbaiyán». Las estatuas causaron protesta de los intelectuales mexicanos. Por eso el jefe de Gobierno de la Ciudad de México, Marcelo Ebrard, tuvo que crear una comisión por la definición del futuro de los monumentos. Jacobo Dayan, director del Museo Memoria y Tolerancia, señaló que es inaceptable usar el término «genocidio» para describir los eventos de Jodyali. El famoso historiador mexicano, Jean Meyer, apoyo esta opinión, señalando que un monumento a los armenios asesinados en Azerbaiyán debía ser colocado cerca del monumento a las víctimas de Jodyali.
El 23 de noviembre de 2012 la comisión urbana de México formuló recomendaciones para desmontar el monumento a Aliyev y renombrar la Plaza de Jodyali en honor a las víctimas de arbitrariedad de policía mexicana y también señaló que el término «genocidio» se prestaba a confusión. El embajador de Azerbaiyán en México, Ilgar Mujtarov, interpretó esos eventos como una provocación iniciada por el Gobierno de Armenia y la diáspora armenia y criticó al famoso científico mexicano de origen armenio, exrector de la Universidad Nacional Autónoma de México, José Sarukhán, quien no estaba de acuerdo con la colocación de los monumentos. Al comentar la declaración de Mujtarov, el secretario general de la Cámara de Diputados del Congreso Mexicano, Fernando Serrano Migallón, expresó su sorpresa por la argumentación de Mujtarov que llevó la esencia del problema al origen étnico de su oponente, y consideró esos argumentos unos prejuicios ignorantes. Bajo la influencia de la protesta pública, la estatua de Heydar Aliyev en el famoso Paseo de la Reforma y la palabra «genocidio» en la Plaza Tlaxcoaque fueron eliminados.
Rodrigo Gómez de la Universidad Autónoma Metropolitana (México) considera que la campaña por el reconocimiento de eventos en el genocidio de Jóyali es un ejemplo de  «diplomacia del caviar» (la estrategia de Azerbaiyán) mediante el cual el Gobierno de Azerbaiyán está tratando de distorsionar los hechos, y que esta campaña de propia República de Azerbaiyán niega el genocidio de los armenios.

## La evaluación jurídica e internacional
Según una serie de los medios de comunicación canadienses y de otros países occidentales trataban de minimizar la magnitud de la tragedia y la importancia de, ocultaban los datos reales sobre este hecho y no declaraban el número de víctimas, trataban de no comentar la masacre, a la que se referían como a un hecho de importancia secundaria, y generalmente pusieron a finales de los artículos. 
Cada año en muchos países de todo el mundo tienen lugar actividades dedicadas a la conmemoración de la masacre de Khocali. En 2010, la Asamblea Parlamentaria de la Organización para la Cooperación Islámica aprobó el documento, según el cual se alentó a los parlamentos de los 51 estados a reconocer la tragedia de Khocalí como un crimen de lesa humanidad.
El 28 de enero de 2013, el Senado del Estado de Nuevo México aprobó una resolución en memoria de las víctimas de la tragedia de Khocali. La resolución de la tragedia de Khocali aprobaron también parlamentos de los estados de Arkansas, Massachusetts, Texas, Nueva Jersey, Georgia, Maine, Virginia Occidental, Tennessee, Connecticut, Pensilvania y Oklahoma.

## Versión de Armenia
Según el bando armenio, entre los años 1991 y comienzos de 1992, el pueblo de Khochalu [Khojaly, en azerí] en Nagorno Karabagh fue utilizado por Azerbaiyán como una plataforma para el constante bombardeo de la capital de la República de Nagorno Karabagh, Stepanakert. Para finales de febrero, el incesante ataque de artillería azerí desde Khochalu y otros sectores de Karabagh dejó un saldo
de 243 muertos y 491 heridos, entre ellos decenas de niños y mujeres. Además de las pérdidas civiles, el sistemático e intenso bombardeo a la ciudad de Stepanakert provocó la destrucción de hospitales, escuelas y hogares. Con el control de Khochalu, el ejército azerí controló y restringió el acceso al aeropuerto de Karabagh, único vínculo de la República con el exterior, el cual
era utilizado para el ingreso de alimentos y ayuda médica de organismos internacionales, destinados principalmente a las víctimas civiles del conflicto.
Khochalu fue utilizada no solo para bombardear Stepanakert, sino también diferentes pueblos habitados por armenios de la República de Nagorno Karabagh, lo cual convirtió este enclave en un blanco más que legítimo para las fuerzas de autodefensa karabaghíes. [cita requerida]
A principios de enero de 1992, las autoridades de Nagorno Karabagh tomaron la decisión de neutralizar este enclave estratégico. Dicha decisión fue transmitida no solo al gobierno azerí, sino también, mediante todos los medios de comunicación disponibles, a la población civil de Khochalu, otorgándoles la oportunidad de abandonar el área de operaciones militares a través de un corredor de seguridad.
La cúpula de mando azerí, como así también las autoridades locales y militares de Khochalu, estaban informados sobre la existencia del corredor;  1 La República de Nagorno Karabagh se declaró independiente el 2 de septiembre de 1991, en el marco
constitucional de la URSS, desvinculándose de la RSS de Azerbaiyán. El conflicto armado por la autodeterminación de los armenios de Nagorno Karabagh se desarrolló entre 1991 y 1994, en que se alcanzó un precario cese al fuego que se mantiene hasta el día de hoy. Las negociaciones entre Armenia y Azerbaiyán para la resolución del conflicto se desarrollan en el marco del Grupo de Minsk de la OSCE. tanto el que era el presidente azerí en ese entonces, Ayaz Mutalibov2, como el alcalde de Khochalu Elman Mamedov confirmaron su conocimiento al respecto en entrevistas brindadas a diversos medios en 1992. [cita requerida]
Durante el operativo, las fuerzas de autodefensa de la República de Nagorno Karabagh fueron testigos del éxodo masivo de la población civil a través del ya mencionado corredor hacia la ciudad de Aghdam, zona controlada en su totalidad por las tropas azeríes.
Un grupo de soldados que utilizó el corredor se desvió junto con una parte de los refugiados hacia el pueblo de Nakhichevanik, por entonces controlado por fuerzas Karabaghíes, provocando un enfrentamiento con severas bajas en ambos bandos.
La ofensiva de las fuerzas de autodefensa sobre la base de Khochalu, aún en poder azerí, comenzó el 25 de febrero a las 11:00 PM y fue completado con éxito en las siguientes cinco horas. Las fuerzas de Nagorno Karabagh tomaron el control del área, provocando grandes pérdidas militares por parte de ejército azerí y capturando 700 prisioneros entre militares y civiles; mientras los primeros fueron intercambiados por rehenes armenios, los segundos fueron devueltos a Azerbaiyán. [cita requerida]

## Galería de imágenes

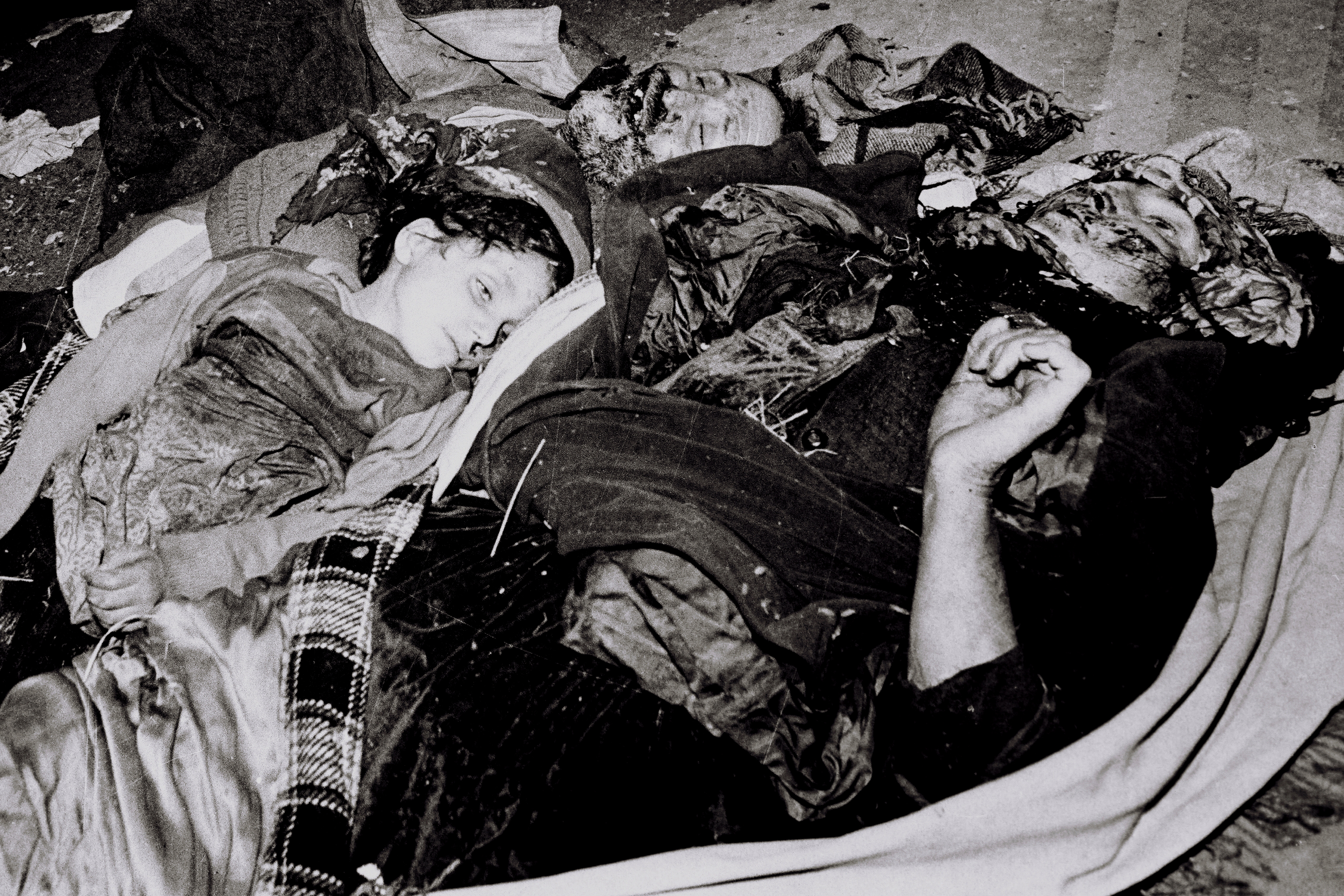
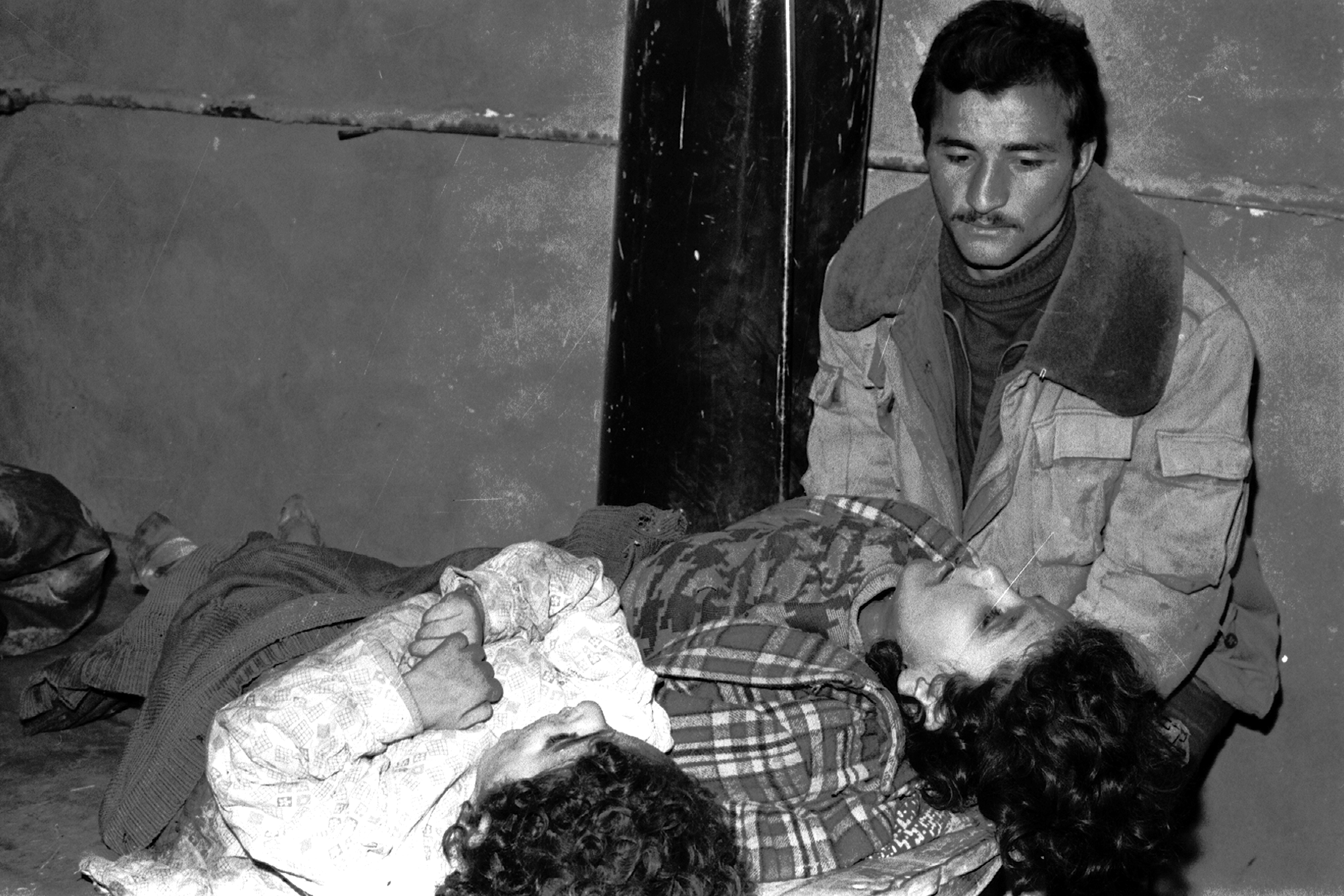
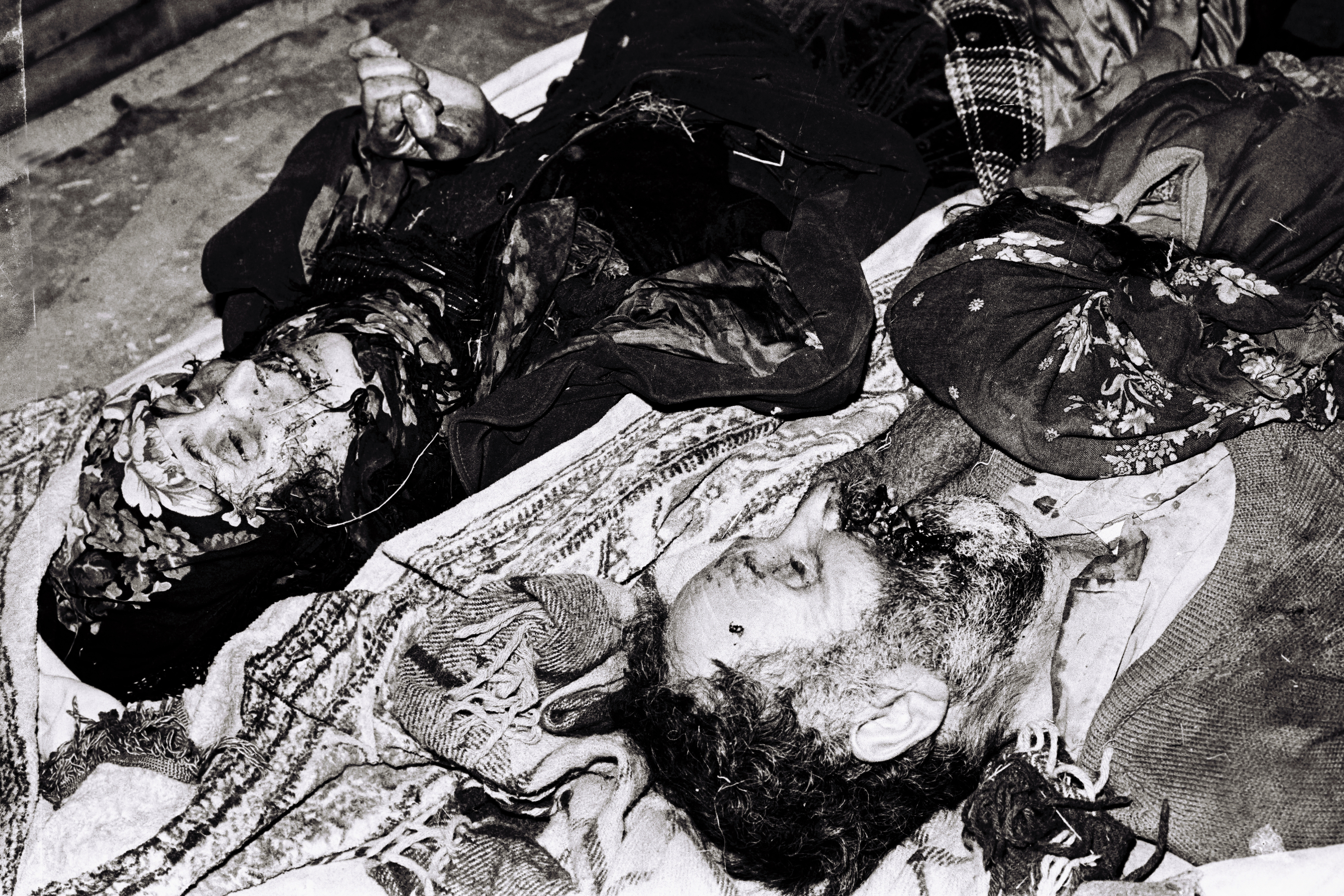
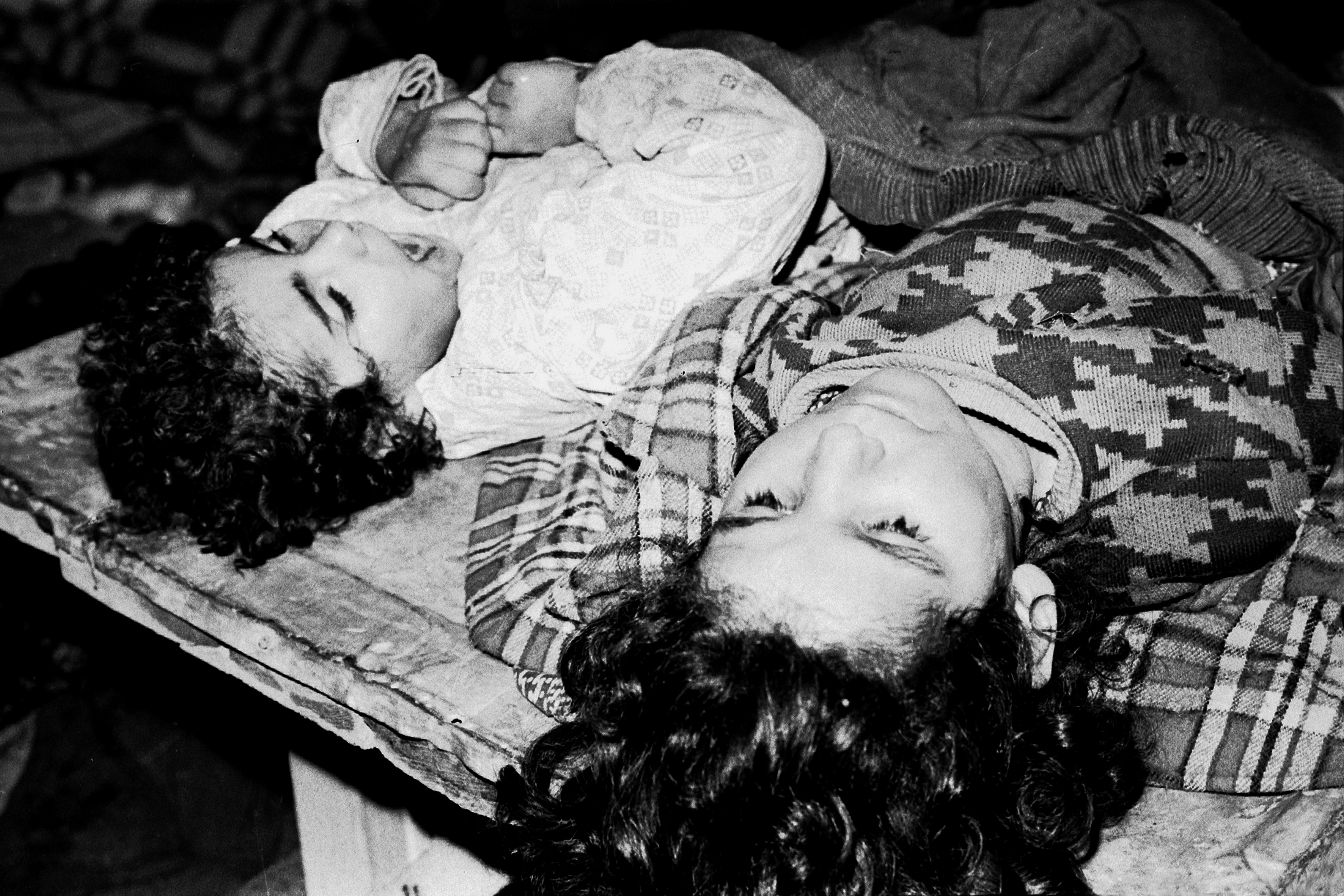
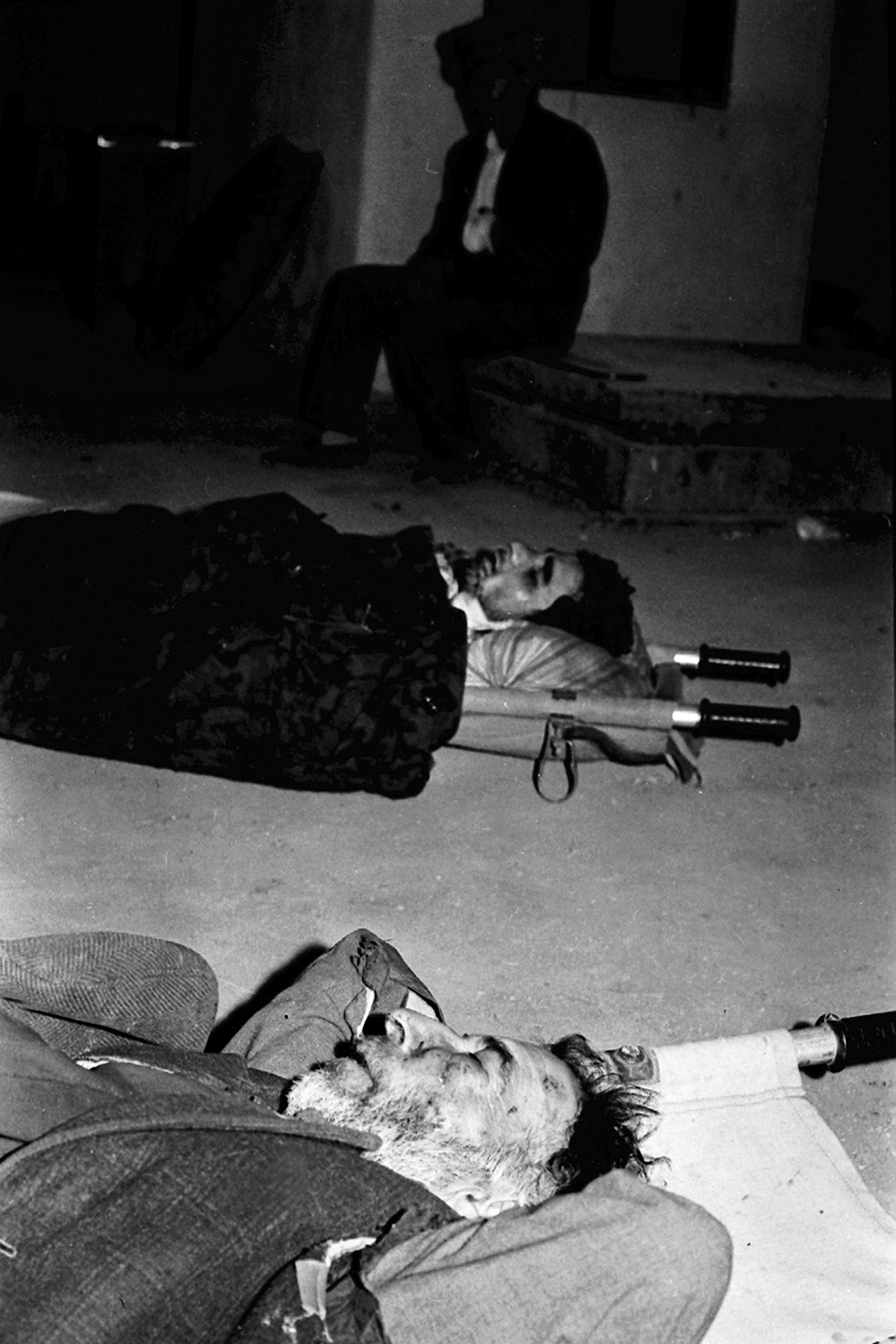
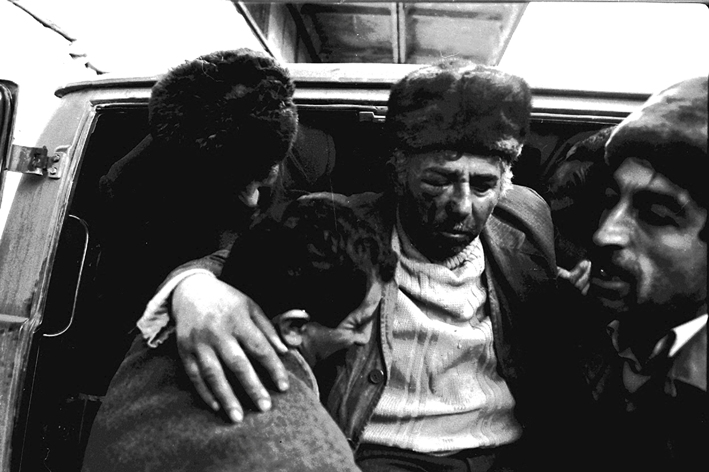